# Megaceria rufiventris
Megaceria rufiventris är en stekelart som först beskrevs av Brulle 1846.  Megaceria rufiventris ingår i släktet Megaceria och familjen brokparasitsteklar. Inga underarter finns listade i Catalogue of Life.